# Ana Marcos Moral
Ana Marcos Moral   (Sevilla, 2000) és una futbolista espanyola. Juga com a davantera i el seu equip actual és el València Club de Futbol Femení de la Primera Divisió.

## Trajectòria

### Inicis
Ana va néixer a Sevilla, però de ben menuda es va mudar a Madrid. Va començar jugant en categoria prebenjamí en el club del seu barri, Santa María Caridad. Va començar jugant de lateral esquerre per a ser després portera. Posteriorment va alternar les posicions de portera i davantera fins finalment assentar-se en la darrera posició.
En categoria aleví va marcar 63 gols en dos temporades i l' va ascendir a categoria preferent, sent també convocada per la selecció Sub-12 de Madrid.
En la categoria infantil marca 67 gols en dos temporades i és la capitana de l'equip mixt.
Ana va jugar en el C. F. Pozuelo de Alarcón en la categoria sub-16 en la temporada 2014-15. Aquella temporada va marcar 73 gols en 24 partits. Amb 14 anys és convocada pel primer equip per a jugar un partit de Copa. També va ser convocada amb la selecció Madrilenya Sub-16.
La temporada 2015-16, amb 15 anys, va fitxar pel primer equip del Torrelodones C. F. que militava en Segona Divisió. Aquella temporada va jugar amb regularitat i va marcar 16 gols en 26 trobades. Va ser convocada per les seleccions sub-16 de Madrid i d'Espanya.

### Atlètic de Madrid
La temporada 2016-17 va fitxar per l'Atlètic de Madrid per a jugar en l'equip "B", que militava en Segona Divisió. Va debutar amb l'equip el 4 de setembre de 2016, en un empat a dos gols contra el Club Deportivo Tacón, en el qual va marcar un gol. Aquella temporada va marcar 18 gols en 23 partits i l'equip va acabar tercer del grup V de Segona Divisió amb 63 punts. Va ser convocada per la selecció Sub-18 de Madrid per a jugar el campionat territorial que guanyen gràcies a un gol seu. Ana va ser la màxima golejadora del filial durant la temporada. També va debutar amb el primer equip en la Copa de la Reina en entrar en l'últim minut de la final, en la qual l'equip va caure derrotat per quatre a un davant el FC Barcelona.
La temporada 2017-18 va disputar 23 partits amb l'Atlètic B, en els quals marca 23 gols. El 10 de setembre de 2017 va debutar amb el primer equip en Primera Divisió en eixir com a suplent en l'últim minut de la victòria del club davant la Reial Societat per un a zero. Aquella mateixa temporada tornaria a disputar uns pocs minuts davant l'Sporting de Huelva. El primer equip d'Atlètic de Madrid va concloure la temporada com a campió de Primera Divisió i el B va acabar segon en la Segona Divisió Grup V per darrere del Club Esportiu Tacón.
La temporada 2018-19 l'equip li va fer fitxa amb el primer equip, alternant convocatòries amb el primer equip amb partits en el B.

Va debutar en Champions League davant el Wolfsburg el 31 d'octubre de 2018 amb derrota per sis a zero, substituint a Olga García en el minut 68. L'entrenador va destacar d'ella la seua capacitat de treball i projecció.

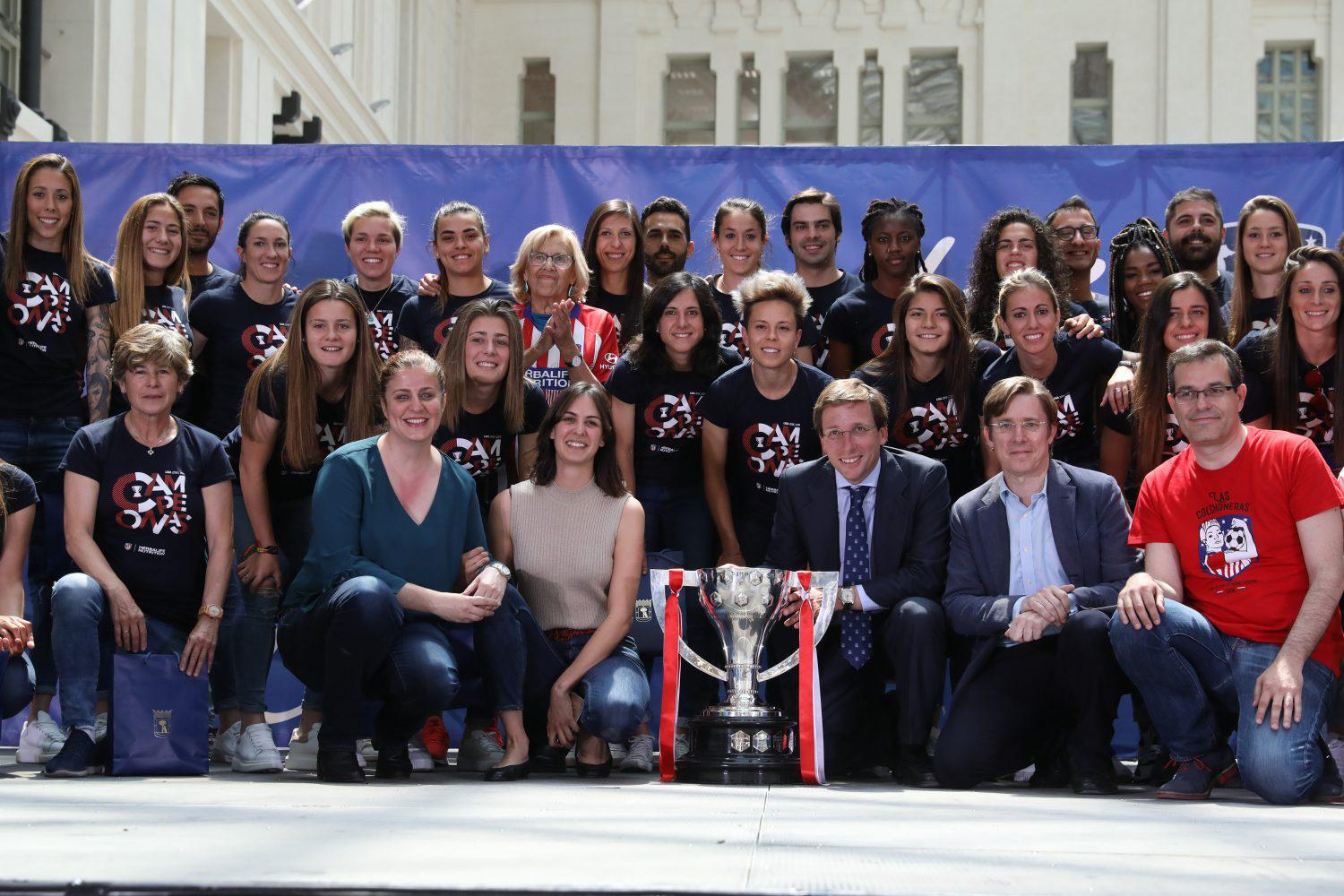
Recepció a l'Ajuntament de Madrid de l'equip femení de l'Atlètic de Madrid guanyador de la Lliga Iberdrola 2019.

El 22 de novembre de 2018 va jugar el primer partit de la temporada amb el primer equip contra el Rayo Vallecano substituint a Andrea Falcón en el minut 62 i va marcar el seu primer gol en Primera Divisió. El partit es trobava empatat a un gol i l'Atlètic necessitava vèncer per a conservar el lideratge. Als dos minuts d'entrar al camp Ana va rebre una passada d'Olga García que va rematar a gol de taló en una vistós moviment. El partit va acabar en victòria matalassera per tres a un. Va tornar a guanyar la lliga, donant una assistència en el 3-1 sobre la Reial Societat en l'última jornada de lliga, i va ser subcampiona de la Copa de la Reina, tot i no participar en la final contra la Reial Societat. En l'equip filial va ser la màxima golejadora amb 13 punts en només 13 trobades i va aconseguir l'ascens a la nova categoria nacional Primera B, i va guanyar la Copa Nacional de la Real Federació de Futbol de Madrid marcant els dos gols del seu equip en la final.

### Celtic de Glasgow (cessió)
El 17 de febrer de 2020 es va fer oficial la seua cessió per una temporada al Celtic Football Club. Va debutar amb l'equip escocés el 21 de febrer de 2020 amb victòria per 2-1 en la primera jornada de lliga sobre els campions de les últimes 13 lligues, el Glasgow City. Anita va ser titular, va enviar una pilota al pal en una rematada de cap i va ser substituïda en la segona meitat. Poc després es va suspendre la competició amb motiu de la pandèmia del Covid-19, i va tornar a l'Atlètic de Madrid per a formar part de la convocatòria de l'equip en els quarts de final de la Lliga de Campions, en els quals van perdre per 1-0 davant el Barcelona. Al setembre de 2020 va tornar a Glasgow per a continuar la seua cessió per una altra temporada. Feu el primer gol amb el conjunt escocés l'1 de novembre de 2020 en una victòria per 10-0 sobre el Hearts. El 23 de novembre va marcar un doblet al Hibernians.

### València (cessió)
Després de disputar 9 partits i marcar 3 gols amb el club escocés, el 8 de gener de 2021 va concloure la seua cessió per a ser cedida de nou, esta vegada al València CF. Va debutar amb el conjunt merengot el 24 de gener de 2021 amb victòria per 3-0 sobre el Deportivo de la Coruña. El 22 de maig va marcar l'únic gol en l'encontre a domicili davant l'Eibar. En total va marcar 3 gols amb el conjunt valencianista.

### Sporting de Huelva
El 2 d'agost de 2021 va ser traspassada a l'Sporting de Huelva. En l'equip de Huelva va disputar 26 partits de lliga, fent 10 gols en la competició, i sent així la màxima golejadora de l'equip. En la Copa de la Reina va participar en els cinc partits disputats, marcant 4 gols i convertint-se en la màxima golejadora de la competició.

### València CF
El 4 de maig de 2022, el València CF comunica la seua incorporació per a la temporada 2022/2023.

## Internacional
Ana va ser convocada per la selecció espanyola Sub-16 per a sessions d'entrenament al novembre de 2015 i gener de 2016.
El 9 de maig de 2017 va ser convocada per la selecció Sub-19 per la baixa de Lucía García. Va debutar el 26 de maig de 2017 en un partit contra Rússia de la Ronda Elit vàlid per al Campionat d'Europa Femení Sub-19 que va acabar amb victòria espanyola per 3 a 1. Va marcar el primer gol el sendemà en la victòria d'Espanya davant Hongria per dos a zero.
L'agost de 2017 va disputar la fase final de l'Europeu a Irlanda del Nord. Va participar en tres partits i Espanya es va proclamar campiona d'Europa.
Al setembre de 2017 va jugar dos amistosos amb la selecció Sub-19 contra Itàlia. Al primer encontre va marcar un gol. El 6 de juliol de 2018 va ser convocada per Jorge Vilda per a disputar l'Europeu Sub-19 de Suïssa. Ana jugà des de la banqueta en la fase de grups en els partits contra Suïssa i França. Espanya va tornar a conquistar el campionat en derrotar en la final a Alemanya.